# Toralf Engan
Toralf Engan (n. 1 octombrie 1936, Comuna Meldal, Sør-Trøndelag, Norvegia) este un săritor cu schiurile ce a reprezentat Norvegia, medaliat olimpic. A participat la o ediție a Jocurilor Olimpice (1964) în care a câștigat o medalie de aur și o medalie de argint.